# فدوی (گنبد کاووس)
فدوی روستایی از توابع بخش داشلی‌برون شهرستان گنبد کاووس در استان گلستان در ایران است.

## جمعیت
این روستا در دهستان اترک (گنبد کاووس) قرار داشته و براساس سرشماری سال ۱۳۸۵جمعیت آن ۱٬۷۳۳نفر (۳۹۶خانوار) بوده است.